# Кругла вежа (Глендалох)

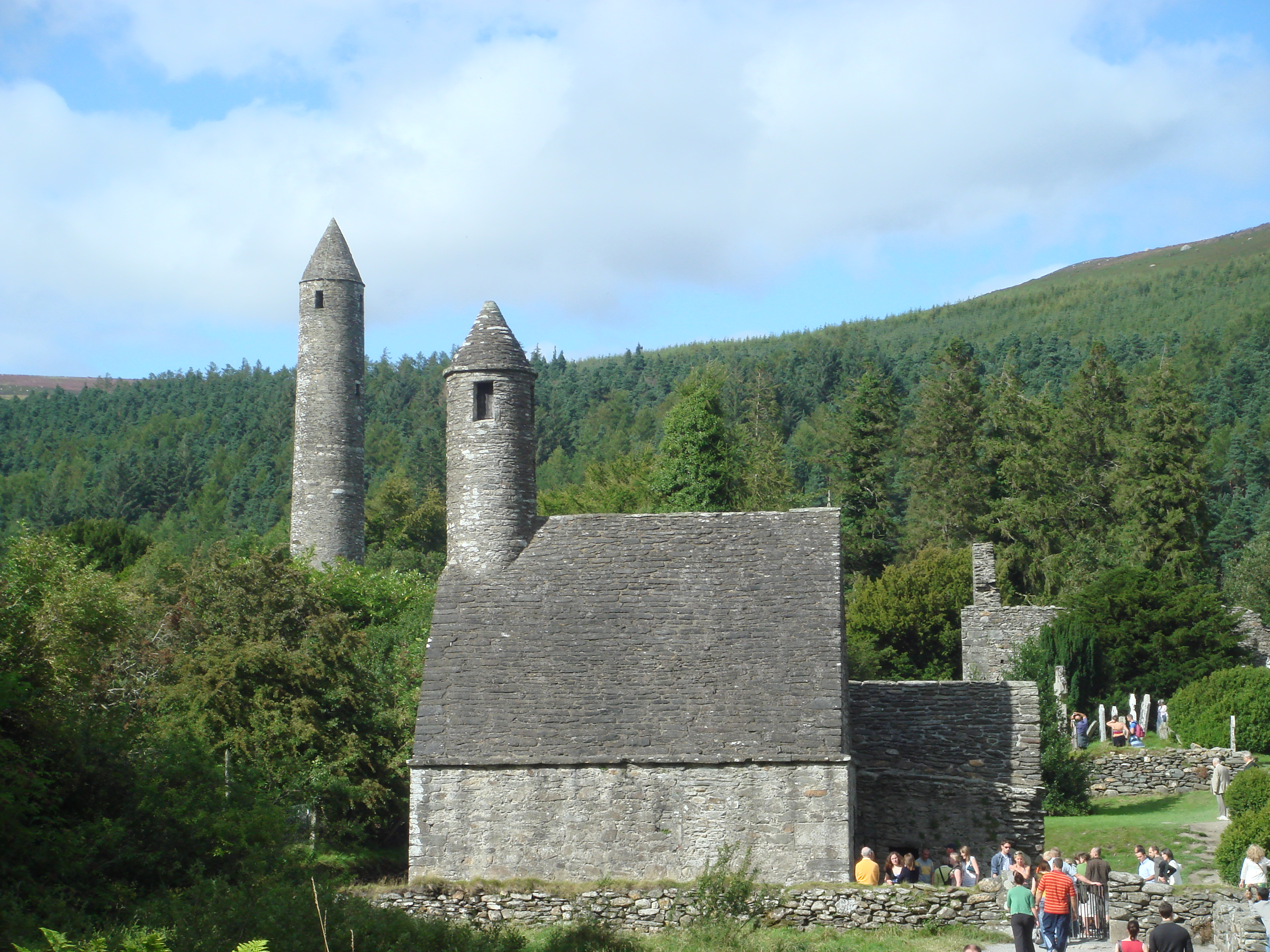
Вежі і монастир Глендалох.

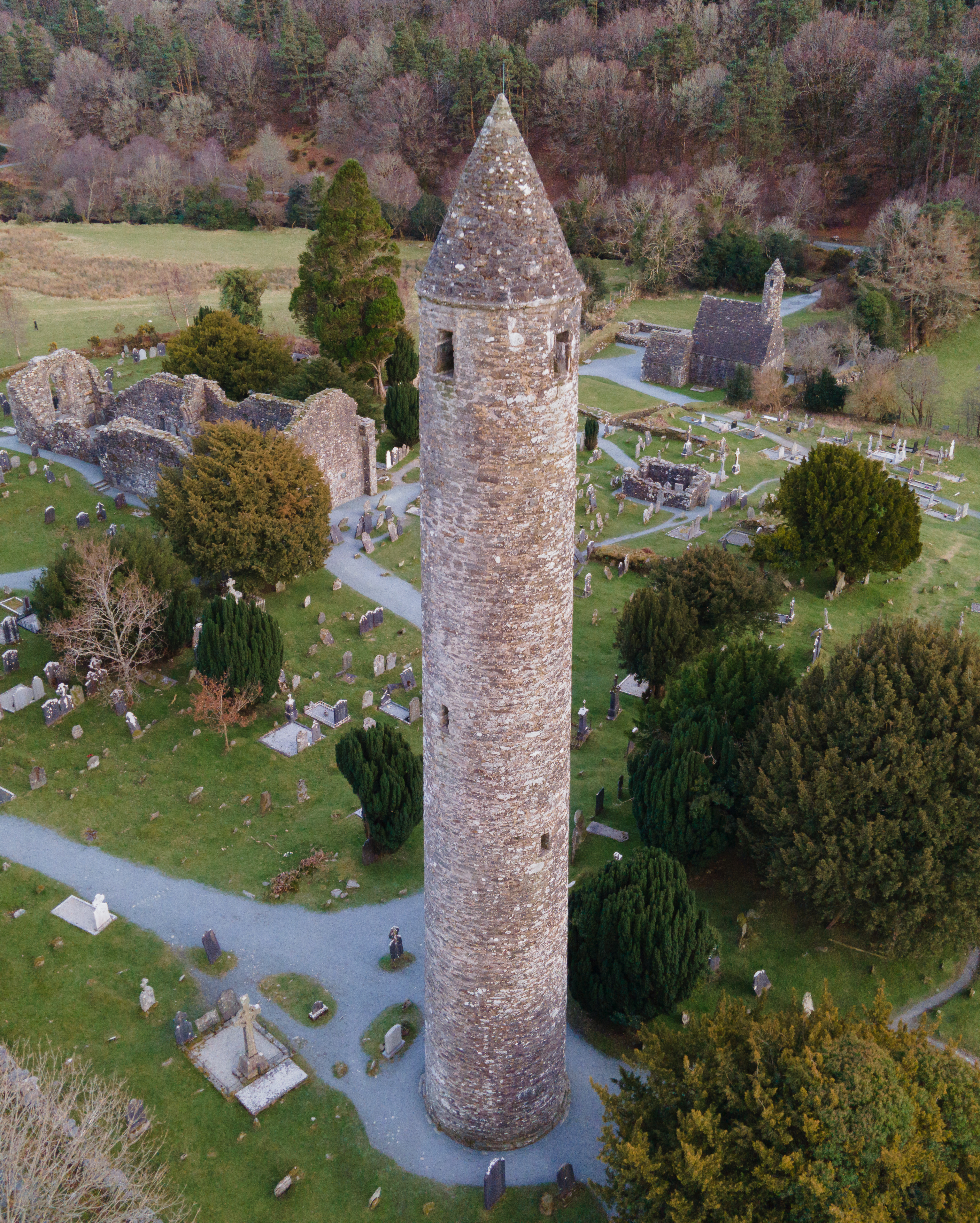
Найбільша кругла вежа Глендалох.

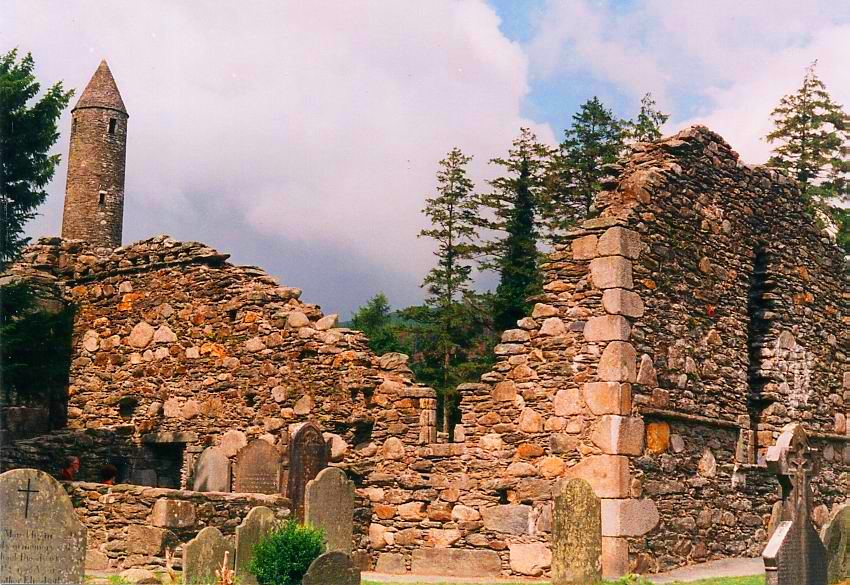
«Будинок священника» в Глендалох.

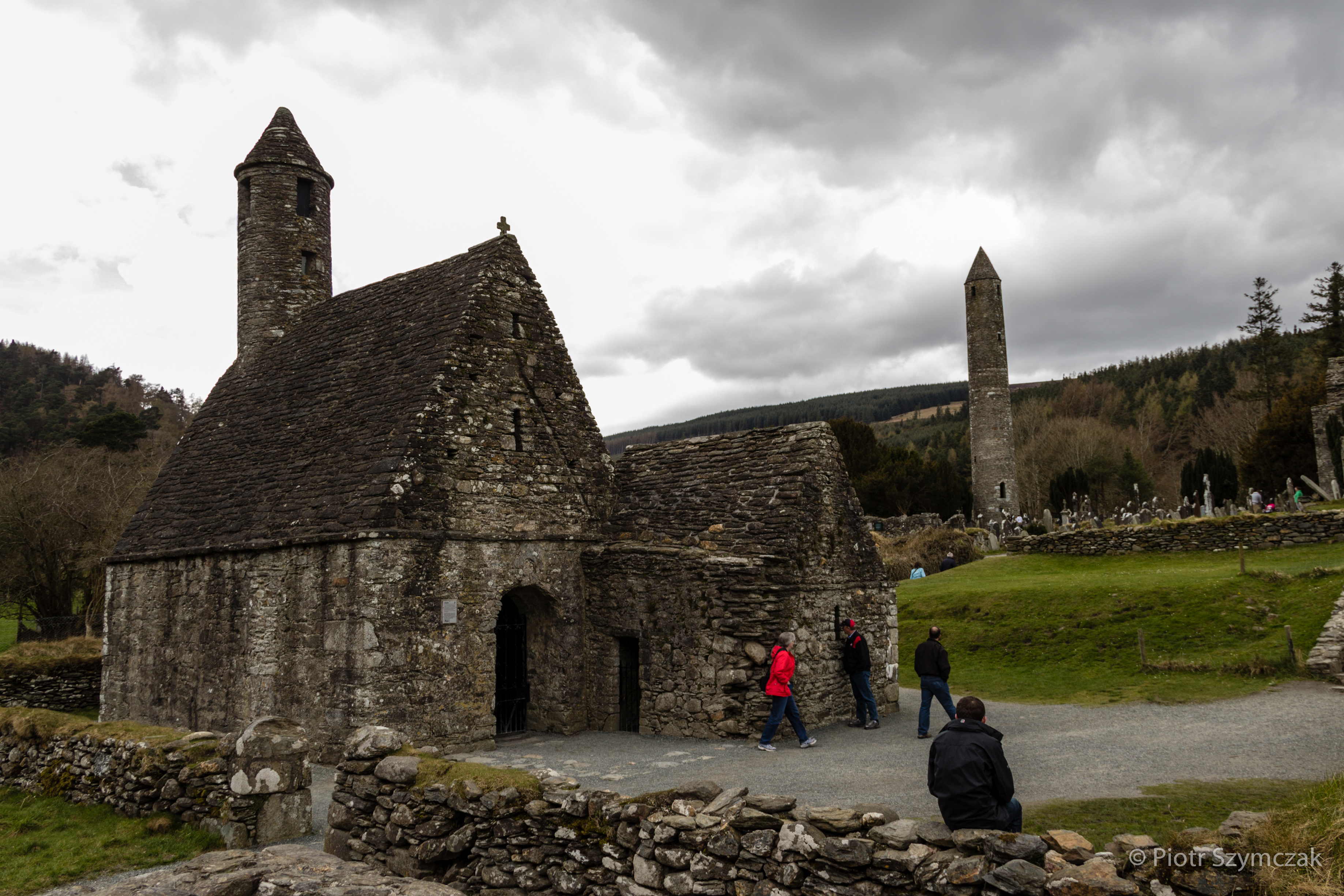
Церква Святого Кевіна в Глендалох.

Круглі вежі Глендалох (ірл. Cloigtheach Gleann Dá Loch) — три круглі вежі, одні з так званих круглих веж Ірландії — одного з типів давніх ірландських оборонних споруд, що стоять в гірській долині Глендалох (Долині Двох Озер). Ця живописна долина, колись вирита льодовиком є пам'яткою природи Ірландії. В долині розташовано багато пам'яток старовини Ірландії — руїни монастирів, храми і тому числі три старовинні круглі вежі, початок будівництва яких датується VII століттям. Долина розташована в графстві Віклоу.

## Особливості архітектури
Найбільша вежа побудована зі слюдяного шиферу з вкрапленням граніту, має висоту 30 м. Вхід у вежу розташований на висоті 3,5 м від основи. Конічний дах відреставрували в 1876 році з використанням оригінальних каменів. Колись вежа мала 9 поверхів — перекриття були зроблені були з дерева, поверхи сполучали дерев'яні сходи. Перші чотири поверхи мали невеликі віконця, верхній поверх має 4 великі вікна, звернеті точно по чотирьм сторонам світу — на північ, на південь, на захід, на схід. Всі круглі вежі були побудовані відповідно біля церков та монастирів, служили дзвіницями та орієнтирами, у випадку нападу служили як оборонні споруди.
Вежі згадуються в давніх ірландських «Літописах Інісфаллен».
Собор Святого Петра і Павла є найбільшою і найпомітнішою будівлею в Гледалох. Собор мав кілька етапів будівництва. Найдавніша частина — нинішній неф. Побудований з дикого каменю — зі слюдово-сланцевих плит. Ці плити були взяті з більш давньої церкви, що стояла на цьому ж місці. Ризниця датується кінцем ХІІ століття. Арка алтарю та східне вікно були чудово оздоблені, але не всі камені збереглися. Цим же періодом датується і північний брамний отвір. Під південним вікном алтаря розташована стінна шафа та чаша для миття ритуального посуду. За кілька метрів на південь від собору стоїть старовинний хрест, витесаний з місцевого граніту, що відомий як Хрест Святого Кевіна.
Недалеко стоїть будинок священника. Він майже повністю реконструйований із оригінальних каменів на основі ескізу 1779 року, зробленого Беранже. Будинок священників являє собою невелику романську будівлю з декоративною аркою на східному кінці. Свою назву він отримав від практики поховання там священників у XVIII–XIX століттях. Його первісне призначення невідоме, хоча, можливо, він використовувався для розміщення мощей святого Кевіна.
Церква святого Кевіна — це будівля з кам'яним дахом. Спочатку мала лише наву із входом у західному кінці та невеликим круглим вікном у східному фронтоні. Верхню частину вікна можна побачити над тим, що стало аркою алтарю, коли пізніше були добудовані алтар (зараз відсутній) та ризниця. Крутий дах, сформований з каменів, що перекриваються, всередині підтримується напівкруглим склепінням. Доступ до комірки або камери даху був через прямокутний отвір у західному кінці склепіння. Також церква мала дерев'яний перший поверх. Кругла вежа з конічним ковпаком і чотирма невеликими віконцями височіє із західного кінця кам'яного даху. Вона широко відома як кухня святого Кевіна, оскільки ця кругла вежа нагадує кухонний димар. Однак їжу тут ніколи не готували.
Церква святого Кіарана. Залишки цієї церкви з нефом і канцелярією були виявлені в 1875 році. Церква, ймовірно, вшановує пам'ять Святого Кіарана — засновника монастиря Клонмакнойс — монастиря, що був пов'язаний з Глендалохом у Х столітті.
Одна з найбільш давніх і найкраще збудованих церков Глендалоха — церква Святої Марії або Богоматері. Ця церква складається з нефа та алтаря, що збудований пізніше. Його гранітний західний дверний проріз має похилі косяки та масивну перемичку. На нижній стороні перемички вписаний незвичайний Х-подібний хрест. Східне вікно кругле з капюшоном і двома дуже потертими різьбленими статуетками ззовні.
Троїцька церква (Трініті). Проста церква з нефом і гарною аркою алтарю. Троїцька церква знаходиться біля головної дороги. Квадратний дверний отвір на західному фронтоні веде до пізнішої прибудови, можливо, до ризниці. Над склепінням у цій камері була споруджена кругла вежа або дзвіниця. Але ця кругла вежа зруйнувалась під час урагану в 1818 році. Дверний отвір, вставлений у південну стіну, також датується цим періодом. Є виступаючі на фронтонах кронштейни на краю даху.
Спаська церква. Найновіша з церков Глендалох — церква Святого Спасителя, була побудована в ХІІ столітті, ймовірно, в часи Святого Лоуренса О'Тула. У 1870-х роках за допомогою каменів, знайдених на цьому місці, були відреставровані неф і алтар з їх прекрасним оздобленим камінням. Романська арка алтарю має три ордери з високо орнаментованими капітелями. Східне вікно має два круглих ліхтаря. Його прикраси та оздоблення включають змію, лева та двох птахів, які тримають людську голову між дзьобами. Сходи в східній стіні, що ведуть від сусіднього домашнього будинку, давали доступ до кімнати над алтарем.

## Історія круглих веж Глендалох
Кевін жив у VI–VII століттях, належав до одного з панівних кланів ірландського королівства Лейнстер (Лагін), навчався хлопчиком під опікою трьох святих чоловіків - Еогана, Лохана та Еанна. Якось він поїхав до Глендалоху. Пізніше він повернувся туди з невеликою групою ченців, щоб заснувати монастир в місці, де «дві річки зливаються». У творах Кевіна йдеться про його бойових «лицарів» у Глендалох. Сьогодні вчені вважають, що це стосується процесу самовдосконалення та релігійної практики. Його слава як святої людини поширилася, і він привернув численних послідовників. Він помер приблизно в 618 році, традиційно вважається, що 3 червня. Протягом наступних шести століть Глендалох процвітав, і в ірландських літописах є згадки про смерть абатів і набіги на ворогів — вікінгів на поселення та монастирі.
Приблизно в 1042 році дубова деревина з Глендалоу була використана для будівництва другого за довжиною корабля вікінгів (близько 30 м). Сучасна копія цього корабля була побудована в 2004 році і зараз знаходиться в Роскілле, Данія. На синоді Рат-Брейсейла в 1111 році Глендалох був визначений як одна з двох єпархій Північного Лейнстера. «Книга Глендалох» була написана там близько 1131 року. Святий Лоуренс О'Тул, народжений у 1128 році, став абатом Глендалоху і був добре відомий своєю святістю та гостинністю. Навіть після свого призначення архієпископом Дубліна в 1162 році він час від часу повертався до Глендалоху, до відлюдництва в обителі Святого Кевіна. Він помер в Нормандії в 1180 році. У 1176 році «Літописи Тігернаха» повідомляють, що Глендалох був «пограбований іноземцями» (англо-норманськими феодалами). У 1214 р. були об’єднані єпархії Глендалоху та Дубліна. З цього часу культурний і церковний статус Глендалох зменшився. Знищення поселення англійськими військами в 1398 році залишило його в руїнах, але воно продовжувало бути церквою місцевого значення та місцем паломництва.
Круглі вежі Глендалох позначені на карті 1598 року які називаються «Сучасне зображення Ірландії, одного з Британських островів» Авраама Ортеліуса. Описи круглих веж Глендалох XVIII та ХІХ століть включають посилання на випадки «буянь» на свято Святого Кевіна 3 червня. Нинішні руїни в Глендалох розповідають лише невелику частину його історії. Монастир у період свого розквіту включав майстерні, скрипторії для написання та переписування рукописів, гостьові будинки, лазарет, господарські будівлі та житла як для ченців, так і для великої кількості мирян. Будинки, які збереглися, ймовірно, датуються Х–ХІІ століттями.